# Islom Qobilov
Islom Qobilov (Fergana, 1º giugno 1997) è un calciatore uzbeko, difensore del So'g'diyona.

## Carriera

### Club
Ha esordito in Uzbekistan Super League l'11 marzo 2016 disputando con il Metallurg Bekabad l'incontro vinto 1-3 contro il Mash'al.

### Nazionale
Ha giocato nelle nazionali giovanili uzbeke Under-19 ed Under-23.
Ha debuttato con la nazionale maggiore uzbeka il 19 maggio 2018, nell'amichevole persa per 1-0 con l'Iran. Con l'Under-23 ha vinto la Coppa d'Asia di categoria nel 2018.